# Classe Dingyuan
A classe Dingyuan (chinês simplificado: 定远; chinês tradicional: 定遠; pinyin: Dìngyuǎn; Wade-Giles: Ting Yuen ou Ting Yuan) era composta por um par de navios de guerra ironclads, o Dingyuan e o Zhenyuan, construídos para a Marinha Imperial Chinesa na década de 1880. Foram os primeiros navios desse porte a serem construídos para a Marinha Chinesa e foram construídos na Alemanha pela Stettiner Vulcan AG. Inicialmente, esperava-se que fosse uma classe de 12 navios, mas o número foi reduzido primeiro para três e depois para apenas dois, sendo que o Jiyuan foi reduzido de tamanho para se tornar um cruzador protegido.
Esses navios não conseguiram chegar à China durante a Guerra Sino-Francesa. No entanto, viram seu primeiro combate na Batalha do Rio Yalu em 17 de setembro de 1894, durante a Primeira Guerra Sino-Japonesa. Posteriormente, participaram da Batalha de Weihaiwei no início de 1895, onde ficaram bloqueados no porto. O Dingyuan foi atingido por um torpedo e encalhou, mas continuou a operar como uma bateria flutuante. Quando a frota se rendeu aos japoneses, o Dingyuan foi destruído, enquanto o Zhenyuan se tornou o primeiro couraçado da Marinha Imperial Japonesa, rebatizado de Chin Yen. Eventualmente, o Zhenyuan foi retirado da lista da Marinha em 1911 e vendido como sucata no ano seguinte.

## Projeto
Conflitos navais com potências ocidentais no início do século XIX, como as Primeira e Segunda Guerras do Ópio, durante as quais os navios de guerra europeus derrotaram decisivamente as tradicionais frotas de juncos chineses, desencadearam um importante programa de rearmamento que teve início na década de 1880, sob o comando do vice-rei da província de Zhili, Li Hongzhang. Consultores da Marinha Real Britânica auxiliaram no programa, e o primeiro grupo de navios - incluindo várias canhoneiras couraçadas e dois pequenos cruzadores - foi adquirido de estaleiros britânicos. Após uma disputa com o Japão pela ilha de Formosa, a Marinha Chinesa decidiu adquirir grandes ironclads para igualar os ironclads da Marinha Imperial Japonesa das classes Fusō e Kongō, que estavam em construção na época. A Grã-Bretanha estava relutante em vender navios de guerra desse porte para a China, com medo de afrontar o Império Russo, apesar de já ter vendido navios semelhantes ao Japão. Portanto, Li recorreu aos estaleiros alemães.
A Marinha Imperial Alemã estava concluindo os quatro ironclads da classe Sachsen e ofereceu à China navios construídos com um projeto modificado. Li queria comprar até 12 grandes ironclads, mas restrições financeiras limitaram o pedido a três navios, sendo que o Jiyuan teve seu tamanho reduzido para o de um cruzador protegido. Em vez de montar as principais peças de artilharia em duas grandes torres abertas, como na classe Sachsen, o novo projeto posicionou quatro canhões em duas torres giratórias na frente de cada navio. Os dois navios da classe, Dingyuan e Zhenyuan, foram construídos a um custo de cerca de 6,2 milhões de marcos de ouro alemães, o equivalente a cerca de 1 milhão de taéis de prata chinesa.

### Características e maquinaria
Os navios da classe Dingyuan tinham 94 metros de comprimento entre as perpendiculares e 91 metros de comprimento no geral. Tinham uma boca de 18 metros e um calado de 6,1 metros. Os navios tinham um deslocamento de 7.259 toneladas projetadas e até 7.793 toneladas a plena carga. Os cascos dos navios eram feitos de aço e possuíam uma proa com uma rostro naval. A direção era controlada por um único leme. Cada navio tinha uma tripulação composta por 363 oficiais e marinheiros. Duas mastreações pesadas foram instaladas, uma logo à frente das peças principais da bateria e outra atrás. Um convés (Hurricane deck) cobria as torres e se estendia do mastro à frente das chaminés. Cada navio carregava um par de torpedeiros de segunda classe atrás das chaminés, juntamente com guindastes para descarregá-los.
Dingyuan e Zhenyuan eram movidos por um par de motores a vapor de três cilindros horizontais, cada um dos quais acionava uma única hélice. O vapor era fornecido por oito caldeiras cilíndricas que eram conectadas a duas chaminés no meio do navio. As caldeiras eram divididas em quatro salas de caldeiras. Os motores tinham uma potência indicada de 4 500 kW (6 000 cv) para uma velocidade máxima de 26,9 km/h (14,5 nós), embora ambos os navios tenham excedido esses números nos testes, com o Zhenyuan, o mais rápido dos dois, atingindo 5.400 kW (7.200 cv) e 28,5 km/h (15,4 nós). Os navios carregavam normalmente 711 toneladas de carvão, podendo chegar a até 1 016 toneladas, o que proporcionava um raio de ação de 8 300 km (4.500 milhas náuticas) a uma velocidade de 19 km/h (10 nós). Ambos os navios eram equipados com velas para a viagem da Alemanha para a China, mas elas foram posteriormente removidas.

### Armamento e blindagem

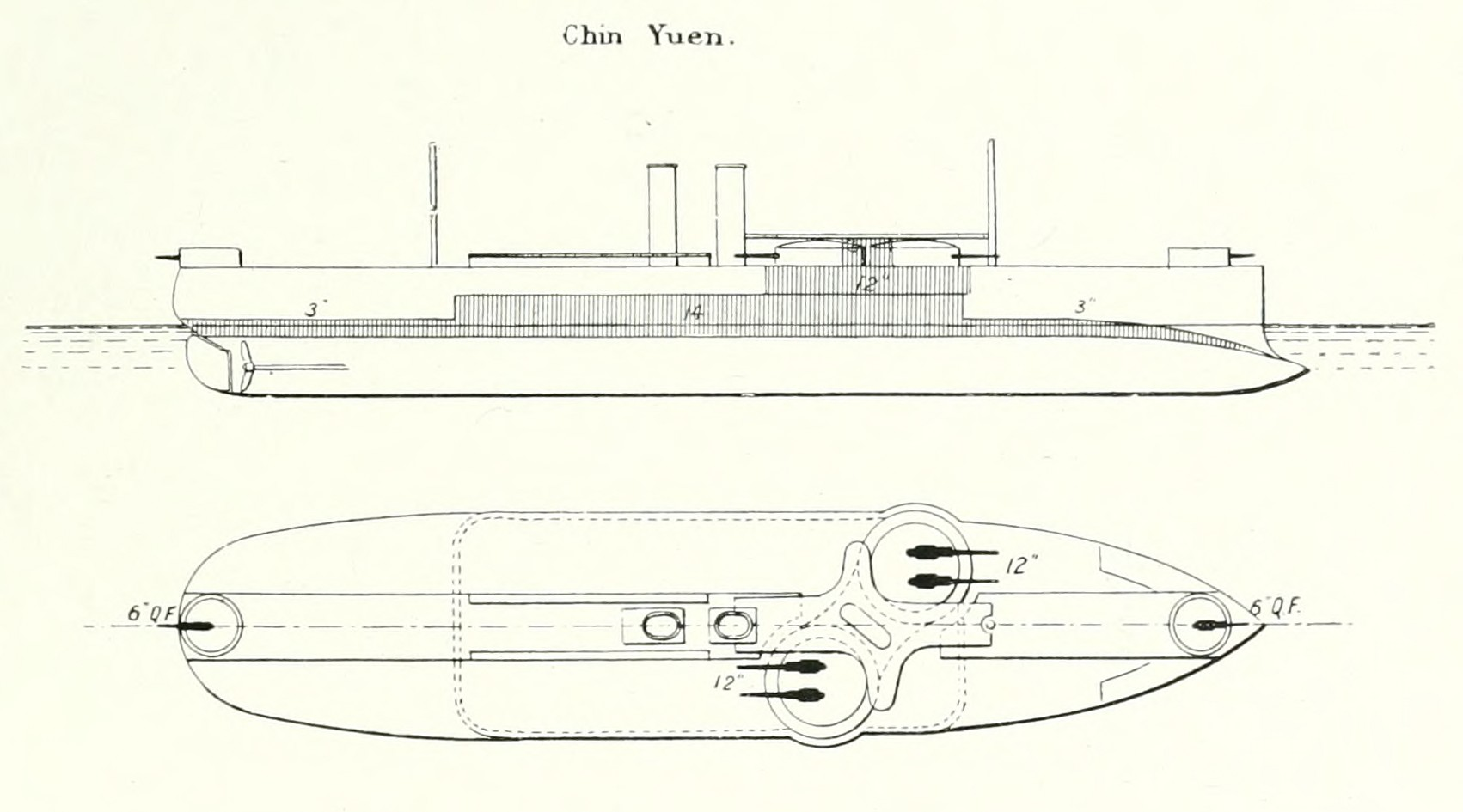
Visão geral do layout de um couraçado da classe Dingyuan

Os navios estavam armados com uma bateria principal composta por quatro canhões de 305 mm (12 polegadas) com calibre 20, montados em duas torres giratórias. As torres giratórias são às vezes relatadas em diferentes arranjos para o Dingyuan e o Zhenyuan, mas os canhões de ambos os navios estavam dispostos de forma idêntica, com a torre de estibordo à frente da de boreste. Os canhões em si eram canhões Krupp de 32 toneladas métricas (32 t). A disposição dos canhões causou problemas de inclinação que fizeram com que os navios fossem mais suscetíveis a ficarem úmidos na proa.
A bateria secundária consistia em dois canhões de 150 mm (5,9 polegadas) montados individualmente, um na proa e outro na popa. Para defesa contra barcos torpedeiros, eles carregavam um par de canhões revólver Hotchkiss de 47 mm (1,9 polegadas) e oito canhões de tiro rápido Maxim-Nordenfelt de 37 mm (1,5 polegadas) em casamatas.
Três tubos de torpedo de 356 mm (14 polegadas) completavam o armamento; um estava montado na popa e os outros dois estavam localizados à frente da bateria principal, todos acima da linha d'água. Às vezes, é relatado que esses tubos de torpedo tinham 381 mm (15 polegadas).
A blindagem da classe tinha 356 mm (14 polegadas) de espessura, enquanto as torres giratórias para a artilharia principal tinham 305 mm (12 polegadas). Um convés blindado de 76 mm (3 polegadas) cobria todo o comprimento dos navios, deixando as extremidades desprotegidas. A torre de comando tinha uma placa adicional com cerca de 203 mm (8 polegadas) de espessura, enquanto os canhões de 150 mm tinham torres com blindagem variando de 13 mm a 76 mm (0,5 a 3 polegadas).

## Navios
| Nome     | Construtor        | Batimento de Quilha | Lançamento             | Comissionamento   | Ref.        |
| -------- | ----------------- | ------------------- | ---------------------- | ----------------- | ----------- |
| Dingyuan | AG Vulcan Stettin | 31 de maio de 1881  | 28 de dezembro de 1881 | 2 de maio de 1883 | [ 7 ] [ 8 ] |
| Zhenyuan | AG Vulcan Stettin | Março de 1882       | 28 de novembro de 1882 | Março de 1884     | [ 7 ] [ 8 ] |

## História

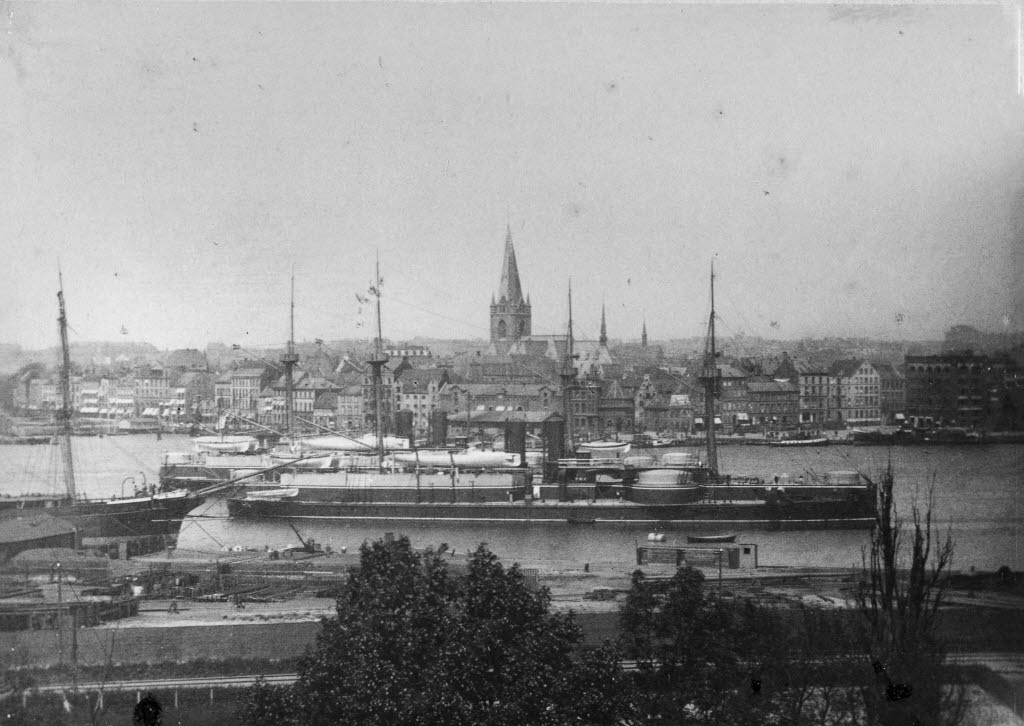
Zhenyuan e Dingyuan na Alemanha antes de partir para a China

Concluídos no início de 1883 e 1884, respectivamente, o Dingyuan e o Zhenyuan deveriam ser navegados para a China por uma tripulação alemã, mas atrasos — principalmente devido à França, após o início da Guerra Sino-Francesa em 1884 — mantiveram os navios na Alemanha. Uma tripulação alemã levou o Dingyuan para um teste de tiro no mar, causando a quebra de vidros ao redor do navio, além de danos a um funil. Após o fim da guerra em abril de 1885, os dois ironclads receberam permissão para partir para a China, juntamente com o Jiyuan. Os três navios chegaram à China em outubro e foram formalmente comissionados na Frota Beiyang. O Dingyuan era o navio-almirante da nova formação, e na época da Primeira Guerra Sino-Japonesa, estava sob o comando do Comodoro Liu Pu-chan, enquanto o Almirante Ding Ruchang também estava a bordo. O Zhenyuan estava sob o comando do Capitão Lin T'ai-tseng. Com o início da guerra em 1894, ambos os navios da classe Dingyuan viram seu primeiro combate na Batalha do Rio Yalu em 17 de setembro.
Os dois navios formaram o centro da linha de batalha chinesa, com ordens para agir em apoio mútuo. Um tiro do Dingyuan a uma distância de 5 500 metros dos japoneses foi o primeiro ataque da frota chinesa, que destruiu sua própria ponte de comando e feriu o Almirante e sua equipe. Seu mastro de sinalização também foi danificado, fazendo com que a frota chinesa operasse apenas em pares predefinidos durante a batalha. No decorrer da batalha, a maior parte da frota japonesa concentrou fogo nos dois ironclads, mas os dois navios permaneceram à tona após a retirada japonesa, à medida que a escuridão se aproximava. Cada navio foi atingido por centenas de projéteis, mas seus cinturões de blindagem principais não foram penetrados. O Zhenyuan foi danificado em 7 de novembro, após atingir um recife não sinalizado, o que a retirou de serviço ativo até janeiro do ano seguinte.

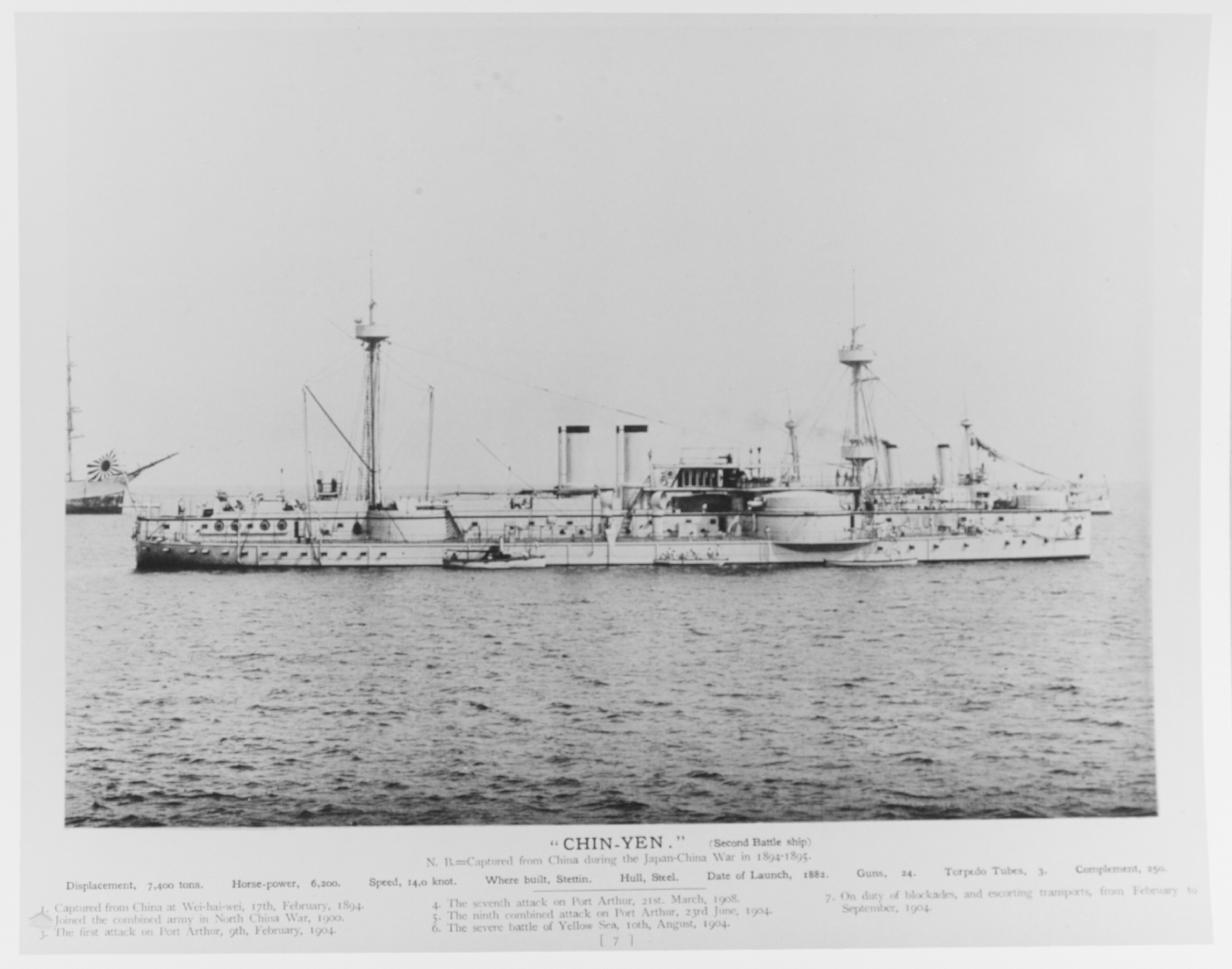
Zhenyuan em serviçona marinha japonesa como Chin Yen

Ambos os navios ficaram presos no porto durante a Batalha de Weihaiwei no início de 1895, com o Zhenyuan apenas parcialmente em condições de navegar. Eles não conseguiram evitar a captura das fortificações do porto pelos japoneses e sofreram ataques noturnos de barcos torpedeiros. O Dingyuan foi atingido por um torpedo e começou a afundar. Foi rapidamente encalhado, onde afundou na lama e continuou a ser usado como uma bateria flutuante. A bandeira do Almirante Ruchang foi subsequentemente transferida para o Zhenyuan. Após o suicídio de Ruchang, a rendição do porto e da frota foi acertada. O Dingyuan foi destruído naquele momento, mas a natureza exata da explosão nunca foi determinada.
O Zhenyuan foi posteriormente recomissionado na Marinha Imperial Japonesa como Chin Yen, tornando-se o primeiro ironclad na frota. Ele foi adicionado à lista de serviço ativo da marinha em 16 de março e posteriormente rearmado. À medida que outros ironclads japoneses se juntaram à frota, ele foi reclassificado como ironclad de segunda classe em 21 de março de 1898, e depois como navio de defesa costeira de primeira classe em 11 de dezembro de 1905. Durante seu tempo sob a bandeira japonesa, ela serviu na Guerra Russo-Japonesa como escolta de comboios. Ele foi retirado da lista em 1.º de abril de 1911 e usada como alvo pelo cruzador de batalha japonês Kurama. Posteriormente foi vendido como sucata em 6 de abril de 1912, enquanto sua âncora foi preservada perto da cidade de Kobe.
O governo chinês construiu uma réplica do Dingyuan em Weihai, que está aberta como um navio museu. Os destroços do navio foram localizados em setembro de 2019 e cerca de 150 artefatos foram recuperados.